# Douma de la ville de Moscou
Ne doit pas être confondu avec Douma d'État.
VIIe législature
Nouveau siège de la Douma de Moscou
La Douma de la ville de Moscou (en russe : Московская городская дума romanisé : Moskovskaya gorodskaya duma)  est l'organe législatif de la ville fédérale de Moscou, capitale de la Russie. Ses pouvoirs sont déterminés par la Charte de la ville de Moscou (en).
Elle siège à l'Hôpital Novo-Iekaterininskaïa, au numéro 15/29 du boulevard Strastnoï. Depuis 2014, la Douma compte 45 membres appelés « députés », élus au suffrage universel au scrutin uninominal majoritaire à un tour pour une durée de 5 ans.

## Histoire

### Empire russe
L'établissement d'une administration publique en Russie remonte à l'empereur Pierre Ier, qui dans le cadre de ses Réformes régionales de 1708 met en place une mairie puis un conseil. Cependant, la Douma de Moscou n'est établie que le 21 avril 1785 par l'impératrice Catherine II dans sa Charte des droits et avantages des villes de l'Empire russe. Cette charte instaure le statut juridique de citoyen d'honneur, ainsi que deux doumas — une d'autorité législatif, l'autre d'autorité exécutif et administratif,.
En 1862, à l'initiative de l'assemblée de la noblesse, une loi sur l'administration publique de la ville de Moscou est votée. Elle établit une « Douma Générale », ainsi qu'une « Douma Exécutive » à la ville, et instaure le suffrage restreint masculin — réservé pour la classe supérieure.
Quelques années après, en 1870, la Réforme urbaine de l'empereur Alexandre II instaure le suffrage universel et réorganise les pouvoirs de Moscou : 
- La Douma municipale, représentative, élue par le peuple pour une durée de 4 ans.
- Le gouvernement municipal, exécutif, élu par la Douma pour une durée de 2 ans.
- Le maire, chargé de diriger la Douma, nommé par le gouverneur parmi 2 candidats proposés par la Douma.

### Union soviétique
À la chute de l'Empire russe en 1917. La gestion de la ville est confiée par le régime soviétique, au Conseil des députés du peuple de Moscou, plus connu sous l'acronyme de Mossoviet.

### Fédération de Russie
La dislocation de l'URSS en 1991 marque le début d'une période de transition. 
Des procédures temporelles pour la Douma sont adoptés le 24 octobre 1993 par le décret présidentiel N°1738, et la Douma adopte un règlement permanent en janvier de l'année suivante.
La Charte de la ville de Moscou qui régit l'organisation politique de la ville est adoptée le 28 juin 1995 et entre en vigueur le 1er aout suivant. Une nouvelle version de la charte est adoptée le 13 juillet 2001 dans le cadre d'une réorganisation fédérale des organes législatifs.

## Pouvoirs
Selon la constitution de la fédération de Russie, Moscou est un sujet indépendant de la fédération de Russie, doté du statut de ville d'importance fédérale.
Moscou dispose d'un statut particulier marqué par une séparation des pouvoirs entre un gouvernement et la douma, son assemblée monocamérale.

## Bâtiments de la Douma

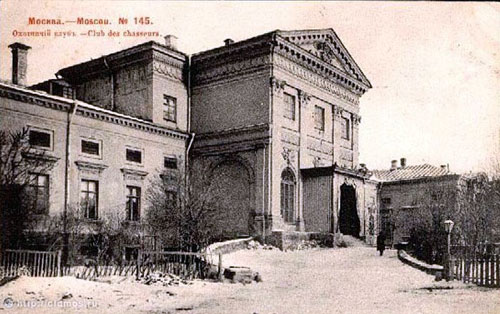
Maison Razoumovski, voie Romanov
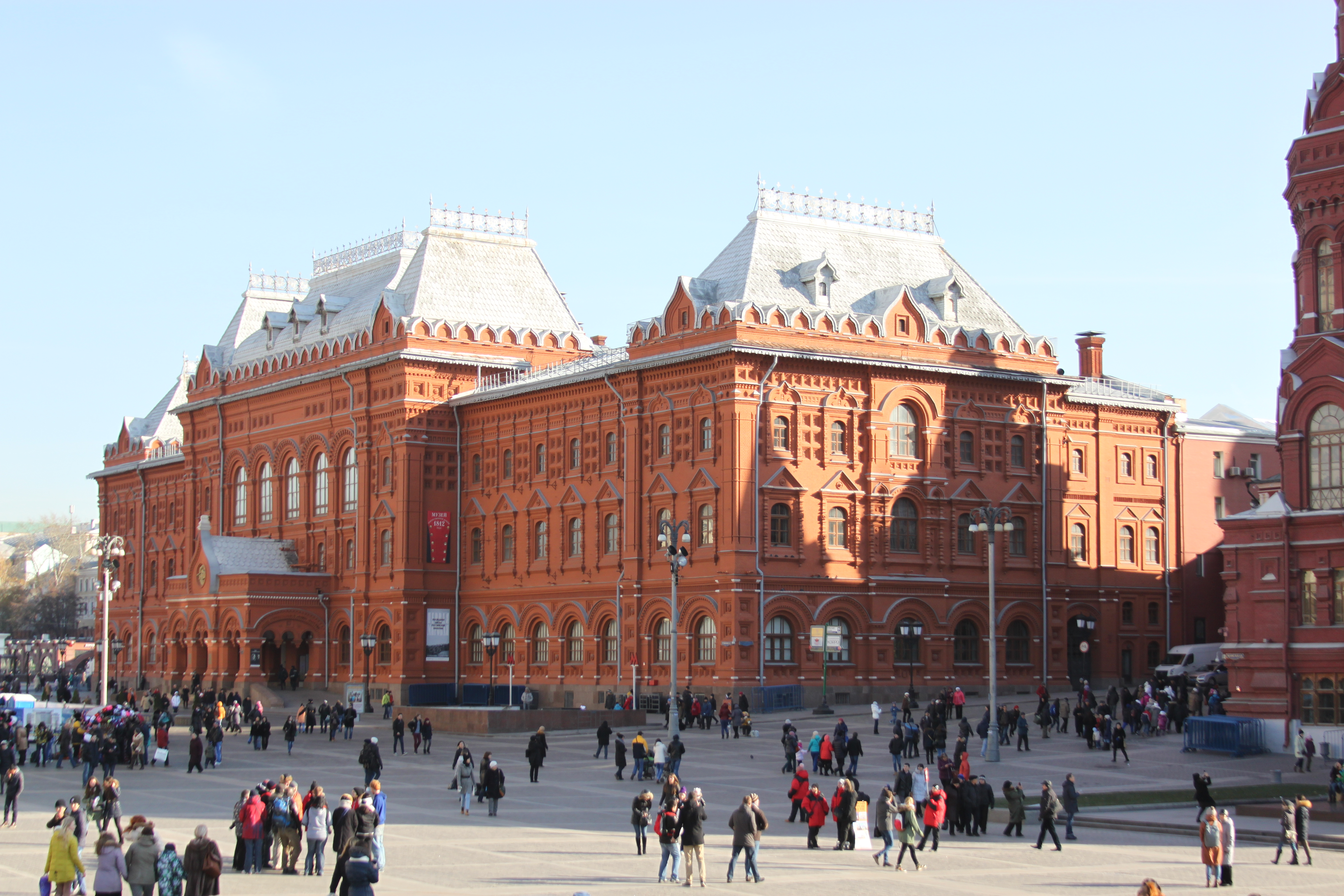
Bâtiment de la Douma Municipale, Place de la Révolution (Moscou)
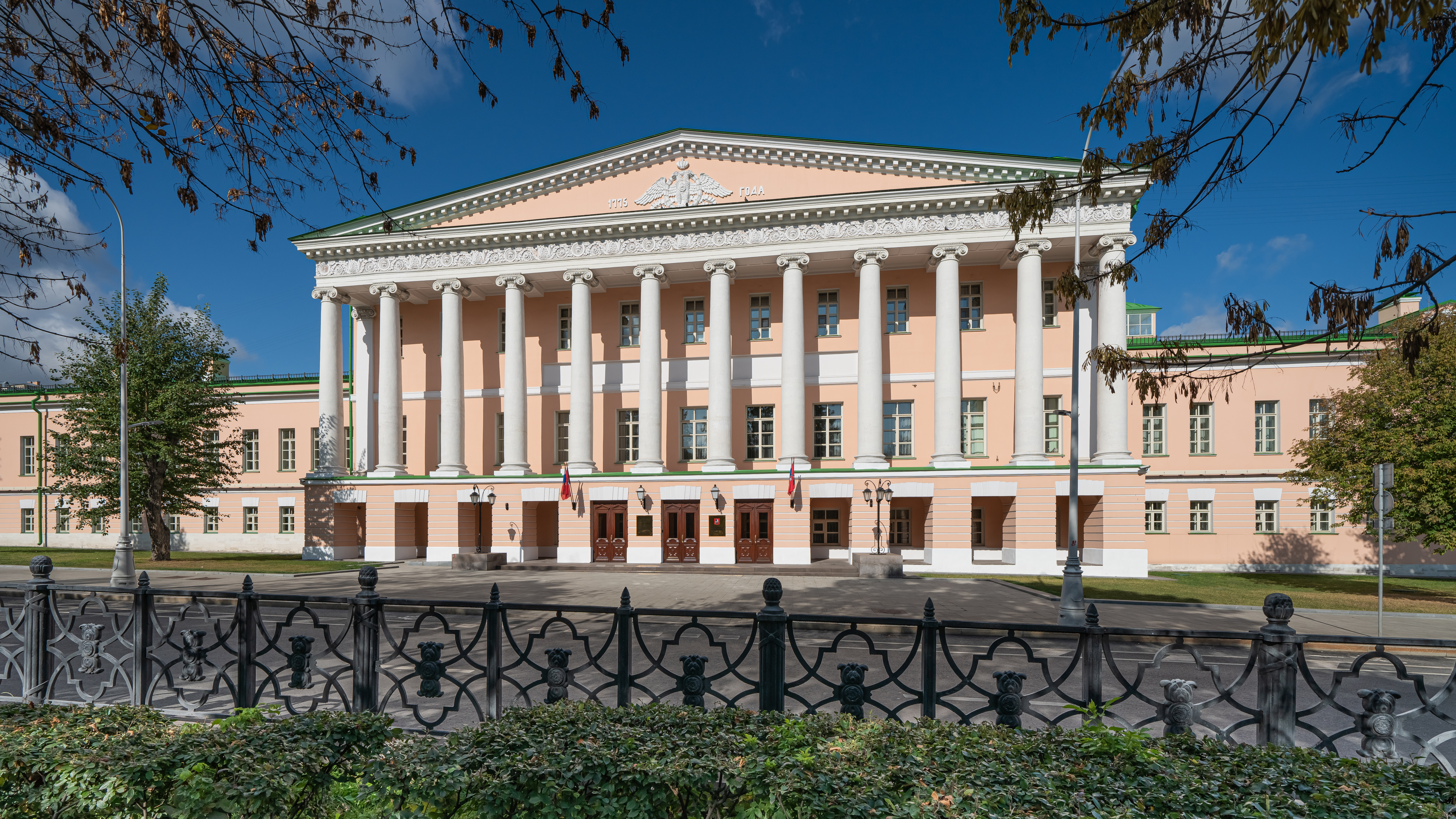
Hôpital Novo-Iekaterininskaïa, Boulevard Strastnoï (siège actuel)